# Nannocyrtopogon cerussatus
Nannocyrtopogon cerussatus là một loài ruồi trong họ Asilidae. Nannocyrtopogon cerussatus được Osten-Sacken miêu tả năm 1877. Loài này phân bố ở vùng Tân Bắc giới.